# Cocció al buit

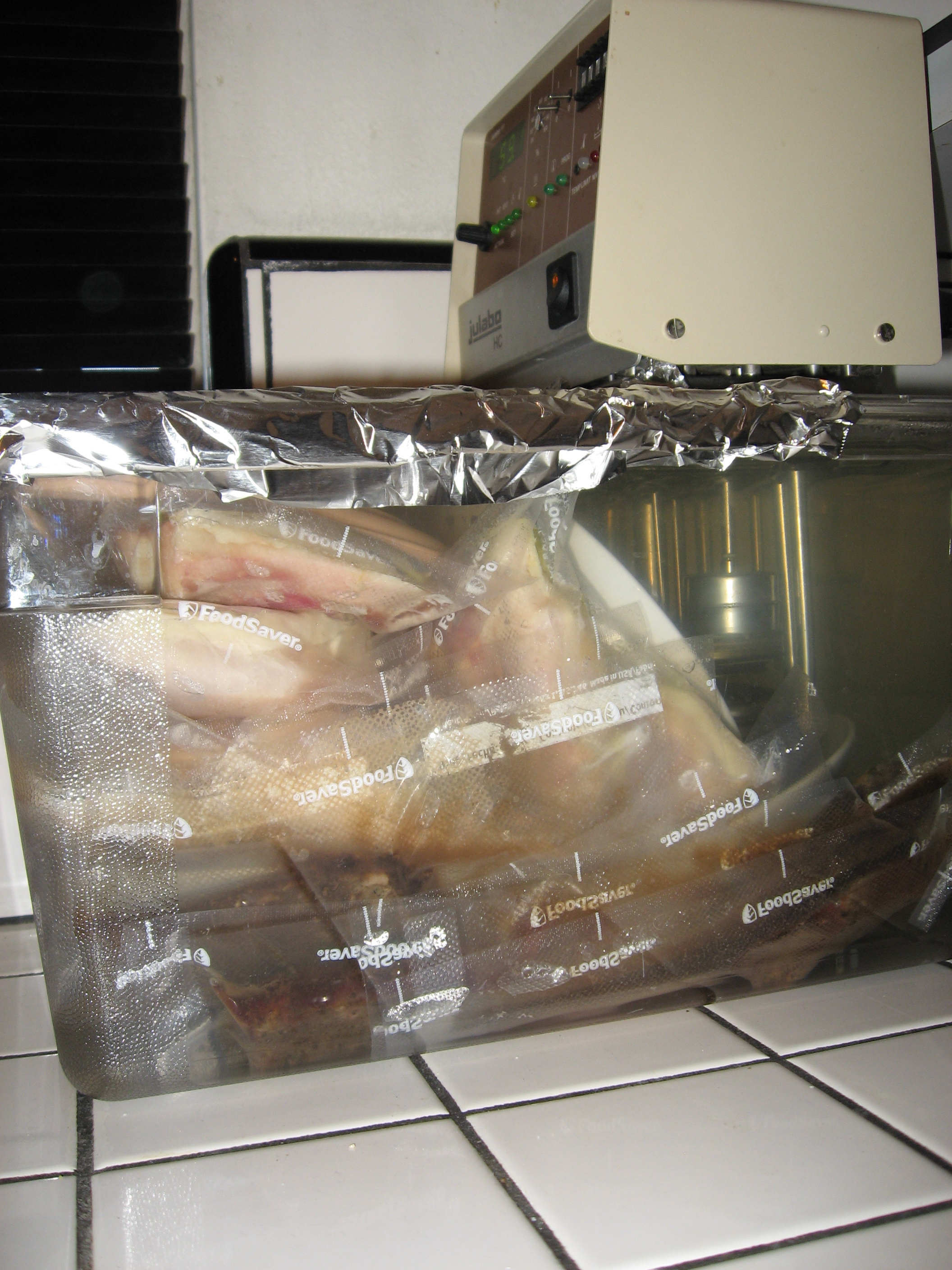
Cocció al buit

El sistema de cocció al buit és un mètode de cocció que consisteix a escalfar aliments durant llargs períodes a temperatures relativament baixes i en un recipient hermèticament tancat. El menjar es cuina de vegades durant més de vint-i-quatre hores. A diferència de les olla de pressió, la cocció al buit tanca el pas de l'aire als aliments no per la mateixa olla sinó que fa servir bosses de plàstic tancades, i són aquestes les que se submergeixen en aigua calenta a l'olla o cassola, que pot estar oberta. L'aigua sol escalfar-se per sota del punt d'ebullició (100 °C), normalment a uns 60 °C.
Aquest mètode, descrit per primera vegada per Sir Benjamin Thompson, Comte de Rumford], el 1799. Als anys 70 Georges Pralus el va voler usar al restaurant Troisgros, a Roanne. Pralus era de l'opinió que el fetge gras cuinat d'aquesta manera mantenia el seu aspecte original, no perdia quantitats excessives de greix i tenia millor textura. En Bruno Goussault va investigar també els efectes de la temperatura sobre diversos aliments com a "Científic Cap de Solucions culinàries", en concret va tabular temps de cocció i temperatura per a diferents aliments a pressió considerada zero.
El mètode de cocció al buit és usat a diversos restaurants, com per exemple a El Celler de Can Roca, entre molts altres, a més de per particulars a casa seva, i fins i tot es comercialitzen electrodomèstics especialment dissenyats per a tal fi.

## Precaucions d'higiene
El bacteri  clostridium botulinum  pot créixer en els aliments en absència d'oxigen i produir la mortal toxina botulínica, de manera que la cocció al buit s'ha de fer sota condicions acuradament controlades per evitar l'enverinament per botulisme.